# Џон Дејвис (дизач тегова)
Џон Дејвис (енгл. John Davis; 12. јануар 1921 — 13. јул 1984) је био амерички дизач тегова у тешкој категорији и освајач две олимпијске, шест светских и дванаест државних титула.

## Биографија
Рођен је 12. јануара 1921. у Смитстауну, у породици из Бруклина. Први пут се прославио освајањем светске титуле у полутешкој категорији 1938. године у Бечу. Остао је непоражен до 1953. када је због повреде бутине освојио сребрну медаљу на Светском првенству. Године 1941. се добровољно пријавио за служење војног рока, у војсци је радио дуги низ година током Другог светског рата и рата на Пацифику. Вратио се у Сједињене Америчке Државе 1942. и 1943. како би учествовао на такмичењима, али 1944. и 1945. је морао да одустане. Играо је за York Barbell Club. Радио је као службеник у њујоршком одељењу за поправне казне. Постигао је светске рекорде у својој класи, а на националном шампионату 1951. је поставио нови рекорд. Пензионисао се 1956. године након повреде ноге на Летњим олимпијским играма 1956. Преминуо је од карцинома 13. јула 1984. у Албукеркију са шездесет и три године. Примљен је постхумно у Олимпијску кућу славних Сједињених Америчких Држава 1989.